# 库尔米耶战役
库尔米耶战役（法語：Bataille de Coulmiers，是1870年11月9日普法战争期间，法国与巴伐利亞王国在卢瓦雷省的奥尔良以西的库尔米耶附近的一场战役。

## 背景
1870年9月19日，普鲁士王国联同巴伐利亚王国和北德意志邦联的军队围攻法国首都巴黎。法国内政和战争部长的莱昂·甘必大冒着生命危险，乘气球飞越普军封锁线离开巴黎后，加入在图尔市的政府代表团，组织新的法国军团，以抵抗普军的入侵。巴黎战役期间，由路德维希·冯德坦恩-拉特扎姆豪森领导的陆军师的任务是保护围攻巴黎的部队不受新成立的卢瓦尔军团的攻击。陆军师是由巴伐利亚军团，普鲁士第22师和一些骑兵部队组成的巴伐利亚第一军团。

## 军团状况

### 巴伐利亚军团状况
1870年10月10日，巴伐利亚第一军团在阿尔特奈战役的战斗中取得胜利之后，法军撤退到奥尔良，巴伐利亚军团随着与法军的守卫部队进行激烈的战斗，该城市于1870年10月11日被征服。巴伐利亚军团的第22师（由路德维希·冯·维蒂希指挥）和第4骑兵师之后撤到巴黎，以支持攻城部队。10月18日，巴伐利亚军团占领沙托丹，之后10月21日占领沙特尔。

### 法国军队状况
法国新组建的卢瓦尔军团在奥尔良地区的卢瓦尔河附近聚集，部队是由法国东部逃离的部队，尚未迁入的后备役人员，已经退役的士兵和平民志愿者组成，由路易·多雷勒·德·帕拉迪纳负责指挥，到1870年10月底，这支部队已经多达200,000名士兵。但是，法军也面临着一些更大的问题，就是军队缺乏对志愿者的培训，以及缺乏有作战经验的士官和军官。也因此，并非所有士兵都参与战斗。
法军在普法战争的这一阶段中，武器和设备的使用范围更加广泛，这场战斗首次表明法国的战术发生了变化，特别是在使用火炮方面。法国军队此前几乎完全依靠步兵和骑兵的出色火力作战，为了采用更成功的战术，法军的火炮被大量使用，还改进了射程距离较短的火器，尤其是重型枪支。火炮设备方面，法军大量使以前只在战船上使用过12厘米大炮，法国政府在10月从英国订购的野外加农炮也首次在该战役使用。借助这些大炮，使巴伐利亚军团在战役中伤亡惨重。
就步兵装备而言，除夏塞波步枪之外，法军还拥有来自英格兰和美国的数千支史奈德步槍和斯普林菲尔德步枪 1866。但卢瓦尔河军团缺乏足够的医疗品，因此在战斗中受伤的法国士兵几乎无法得到医疗救助。

## 战役过程
1870年11月7日，卢瓦尔军团的一部分被普鲁士骑兵队发现后，开始采取应对措施。法军此时拥有约75,000名士兵和160门火炮可以作战，奥雷勒·德·帕拉丁斯下令法军向奥尔良进军，目的是消灭奥尔良的巴伐利亚军团，然后将该城市发展为拯救巴黎的基地。11月8日晚上至9日，冯德坦恩下令驻守在奥尔良的大部分部队（约23,000人）移动到库尔米耶地区驻扎。

### 开战
11月9日，战斗在寒冷多风的天气中进行。冯德坦恩确信，他的军团比起规模庞大但作战经验不足的卢瓦尔军团更好，因此巴伐利亚军团从圣佩拉维拉科隆布沿着库尔米耶、拉勒纳迪耶尔（La Renardière）沿着沙托丹的道路上布置阵地，准备应对法军的攻击。
法军在清晨时刻从西南方向进攻，并首先与巴伐利亚军团的右翼部队接触。法军先头部队第一次接触后，立即有大批法军部队对中央道路和左右两翼的普军发动攻击，但是由于法军行军编队比较宽，所有部队都花了一些时间才分次介入战斗。
下午1点30分左右的第一次袭击中，法军炮兵部队首先对巴伐利亚军阵地展开炮击，之后法军步兵队设法与已经用完弹药的巴伐利亚军展开刺刀冲锋，巴伐利亚军在近战中处于混乱状态，后及时被附近的炮兵队救出，并击退了法军进攻。第二次袭击发生在下午3点左右，大约7个法军步兵团针对一个孤立的巴伐利亚军团，由法军的贝尔纳·若雷吉贝里展开进攻。但法军没有适当地协调各个部队的进攻秩序，这给了对手时间在关键时刻提供增援，并用强大的火力赶出一个接一个地进攻的军团。
这次袭击失败后，法军的进攻部队有序撤离，法军在只有少数正规部队的帮助下，才设法恢复了军团的秩序，为下一次进攻作准备。尽管在数量上占优势，但法军还是无法在短时间内快速将巴伐利亚军驱逐出他们的阵地。而伯納德·若雷吉貝里率领的骑兵队则接近巴伐利亚军的右翼方向，逼使巴伐利亚军将战线拉长防御。
到了黄昏时分，为了避免法军即将发起的袭击，冯德坦恩在攻击开始前使下令撤军。最终，法国步兵团成功占领库尔米耶时，巴伐利亚军已经从战场上撤退。巴伐利亚军通过圣佩拉维拉科隆布有条不紊地回到图里，随后，与其他普军部队会合进一步撤回到昂热维尔。
驻守在奥尔良的约2500名巴伐利亚士兵也开始仓惶撤退，但在战役中受伤的士兵已不可能被带走，这导致法军在解放奥尔良时，俘虏了大约有800至1000名普军，同时还解放了法军在奥尔良的战俘。法军骑兵在解放城市后停止了对普军的追击，也停止了对巴黎的另一次进攻。

## 结果
库尔米耶战役是法国在普法战争后期少数的胜利之一，当库尔米耶的消息传到被围困的巴黎之后，在巴黎引起了极大的兴奋，促使了巴黎的法国国防政府计划对普军的围城部队展开「大规模的攻势」。与此同时，奥雷勒·德·帕拉丁斯向驻守巴黎的路易·朱尔·特罗胥传达了卢瓦尔军团在战斗后已经很疲劳和需要时间再进行训练等意愿，特罗胥遵照了他的意愿，下令他停止向巴黎的进军。不过莱昂·甘必大则催促他继续前进，以尽快消灭封锁了通向巴黎的道路的冯德坦恩和弗里德里希·弗朗茨二世的45,000人军队。

### 后续
11月12日，巴伐利亚军团在昂热维尔与不久前撤出的第22师会合，以及在图勒，斯特拉斯堡和梅斯投降后获得自由的其他部队，同共组成了一个新的军团。这个新成立的军团由弗里德里希·弗朗茨二世负责指挥，由普鲁士第3军、第9军、10军和第2军团一个额外骑兵师组成，军团的总兵力超过65,000人，拥有232门火炮。冯德坦恩则为失去奥尔良负上责任，被降级为陆军指挥官。
奥雷勒·德·帕拉丁斯拒绝前往巴黎，要求直到他的部队完成训练为止，同时为提升军队的士气，他申请了胜利后加倍的工资，莱昂·甘必大遵守了这一要求，但要求他坚守奥尔良和尽快恢复推进。在巴黎，获胜的消息使得法国军心大振，巴黎民众也自发在全市的建筑上都装饰上法国国旗，以表示胜利。在之后的几周时间内，奥尔良被成千上万的士兵所设防，包括重型大炮和建筑物的固定，卢瓦尔河的北侧被扩大为桥头堡。在进行防御工事的同时，法国将军们也试图巩固其部队的纪律。
奥雷勒·德·帕拉丁斯带着10万名法军士兵在奥尔良停留了一个月，这种情况最终使得普鲁士军队能夠在弗朗索瓦·阿希尔·巴赞投降后，从梅斯围城战役中解放出来，并在12月重新占领了奥尔良。

## 俘虏处理
在最初时候，法国并没有将普鲁士伤员视为病员和伤员，而是视为正常的战俘。法国政府将大量战俘用作公众胜利的标志，导致更多人缺乏医疗保健死亡。法国的难民营指挥官、当地医生和民政当局对此表达抗议，许多病人才被转移到能够更好护理的医院接受治疗。

## 记念
为了纪念1870年至1871年战役中的阵亡人员，法国在库尔米耶建有多个记念碑。

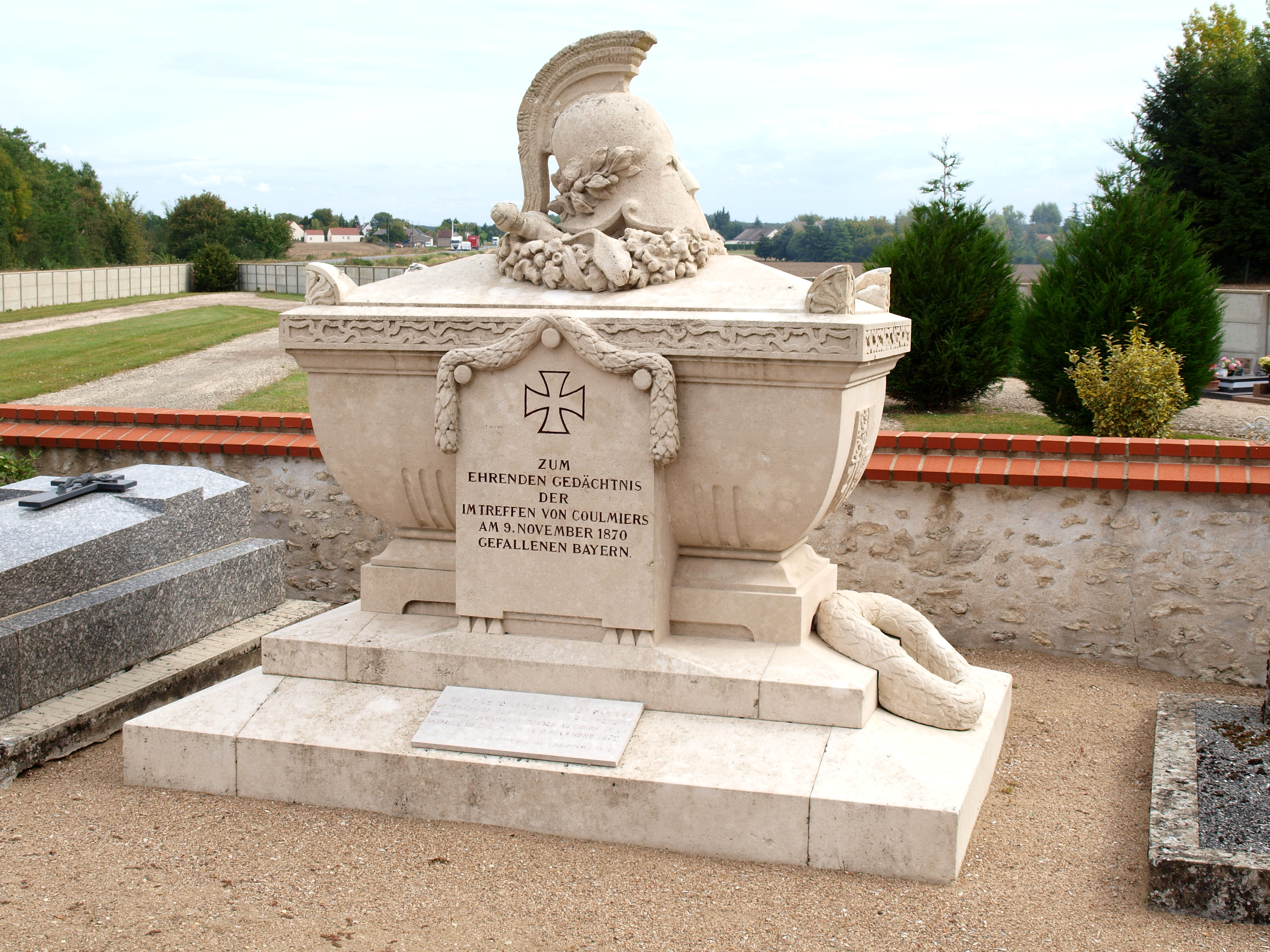
在库尔米耶公墓的巴伐利亚军人的纪念碑。

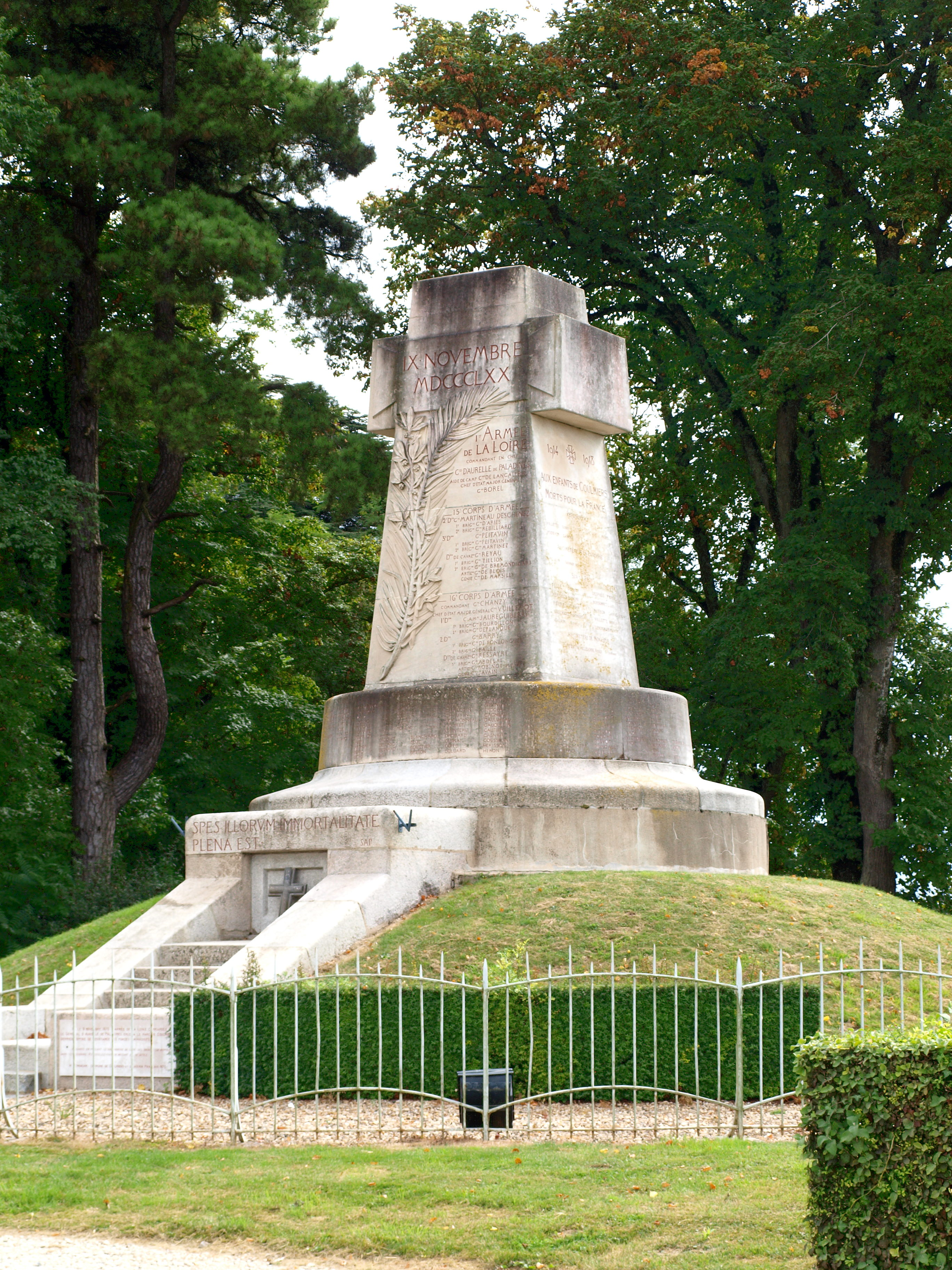
法国对库尔米耶战役的纪念碑和骨灰库。该纪念碑还充当20世纪战争之中死亡者的纪念碑。

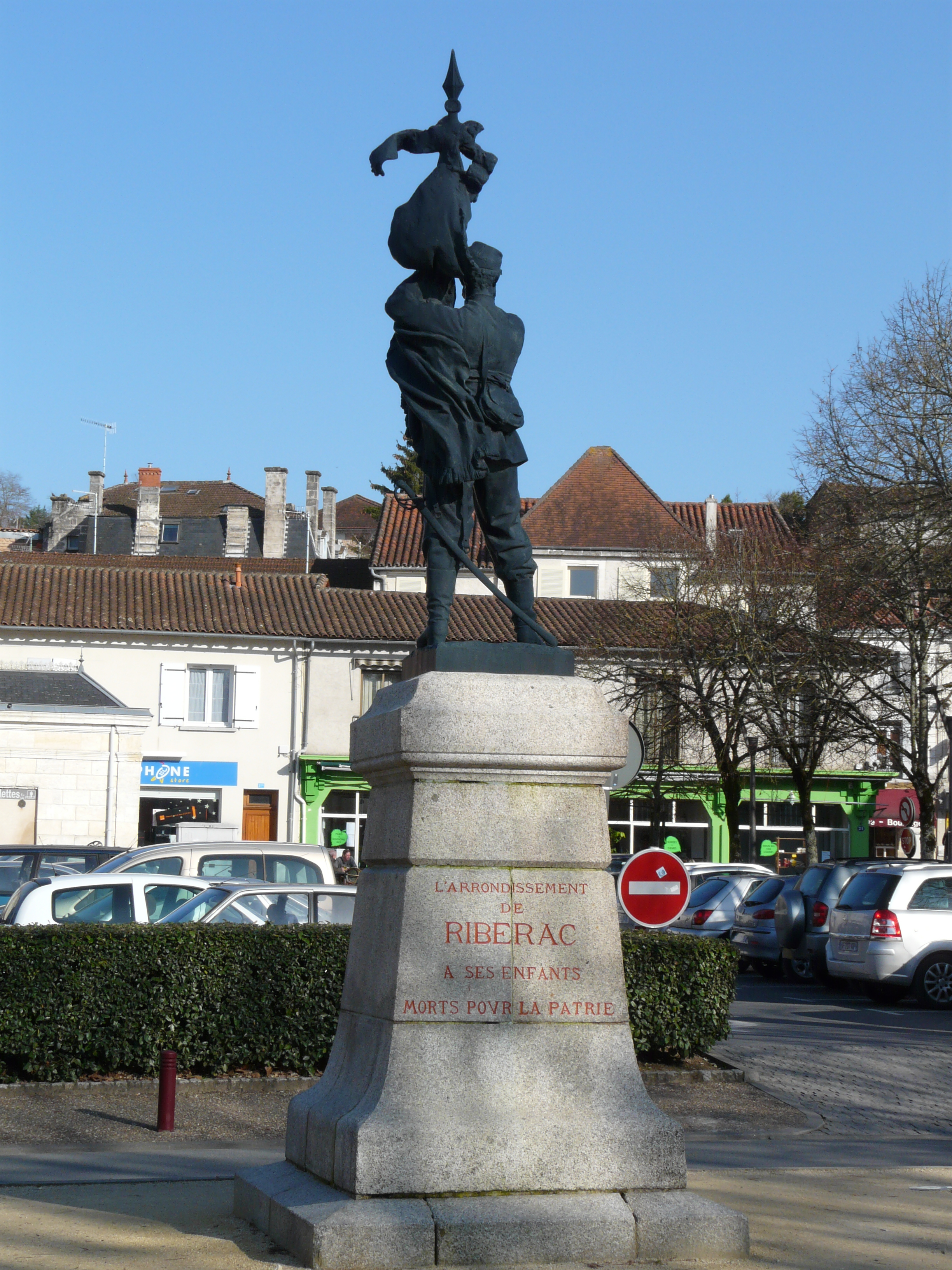
纪念库尔米耶战役（1870年战争）的纪念碑，位于法国多尔多涅省里贝拉克的戴高乐广场。

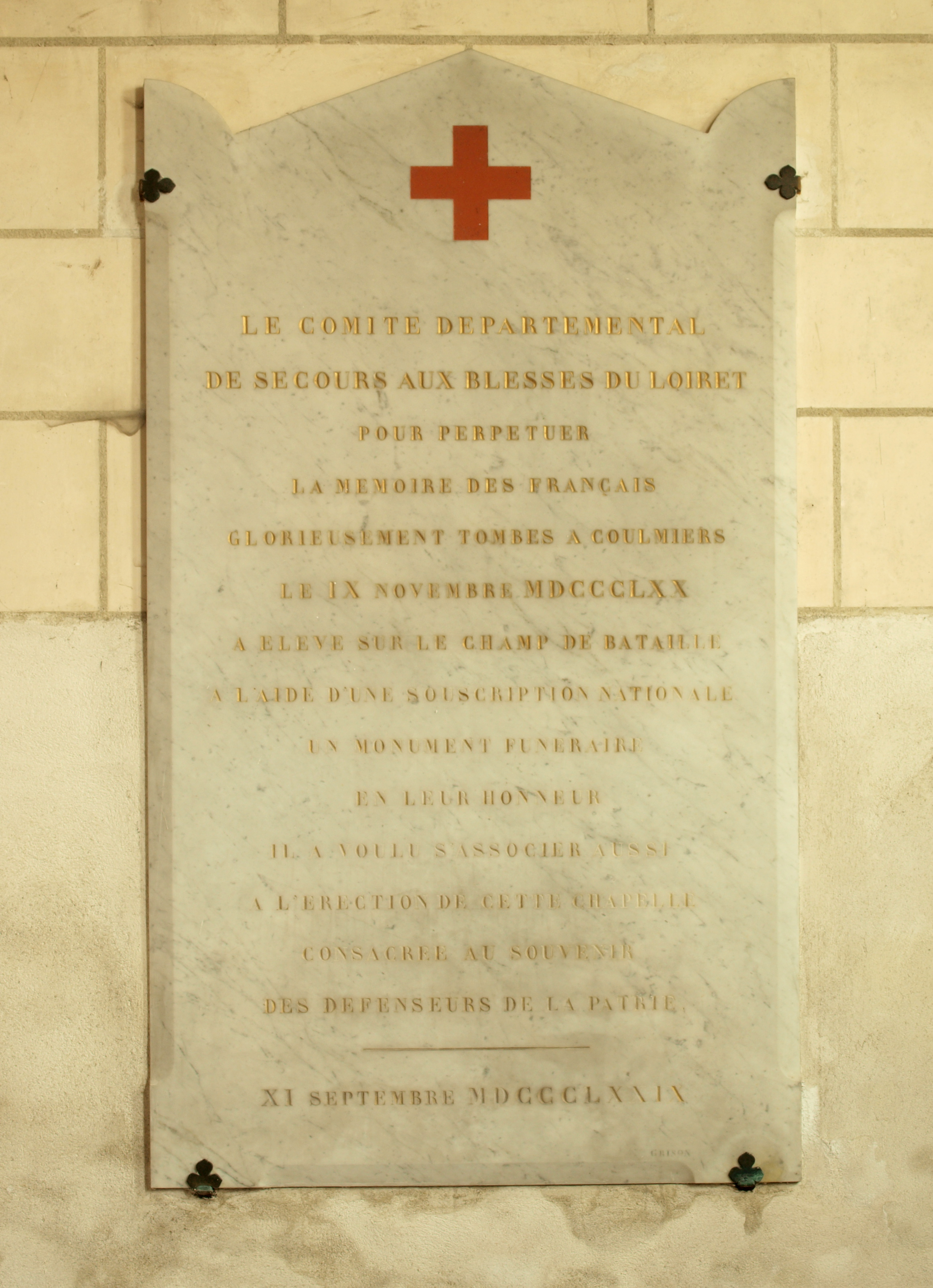
库尔米耶的天主教堂的石碑。